# Cerebro parental
La experiencia parental, así como los cambios en los niveles hormonales durante el embarazo y el posparto, provocan cambios en el cerebro de los padres. 
Mostrar sensibilidad materna hacia las señales del bebé, procesar esas señales, estar motivada para relacionarse socialmente con el mismo y atender sus necesidades en cualquier contexto podría describirse como comportamiento maternal, que está regulado por muchos sistemas en el cerebro materno.  Las investigaciones han demostrado que hormonas como la oxitocina, la prolactina, el estradiol y la progesterona son esenciales para el inicio y el mantenimiento del comportamiento maternal en ratas y otros mamíferos.       La conducta maternal también ha sido clasificada dentro de los impulsos básicos (deseo sexual, hambre y sed, miedo, poder/dominio, etc.). 
Se sabe menos sobre el cerebro paterno, pero los cambios en el cerebro del padre ocurren junto con los de la madre.  La investigación sobre este tema continúa expandiéndose a medida que más investigadores los examinan. Muchas de las regiones y redes cerebrales responsables del comportamiento parental lo son también en los padres humanos después de tener un hijo..  Se observan cambios en las hormonas, la activación cerebral y la estructura cerebral (principalmente cambios en la materia gris) tanto en madres como en padres humanos, y los cambios hormonales comienzan tanto en hombres como en mujeres antes del nacimiento de sus hijos, y continúan desarrollándose después del nacimiento de los niños. 

## Cerebro materno

### Efecto hormonal materno
Los diferentes niveles de hormonas en el cerebro materno y el bienestar general de la madre explican entre el 40% y el 50% de las diferencias en el apego de la madre a su bebé.  Las madres experimentan una disminución de estrógeno y un aumento de oxitocina y prolactina causados por la lactancia, el embarazo, el parto y la interacción con el bebé. 

#### Oxitocina
Los niveles de oxitocina en el cerebro materno se correlacionan con conductas maternas como la mirada, la vocalización, el afecto positivo, el tacto afectuoso y otras conductas similares en la relación madre-bebé. 

#### Estradiol y progesterona
Un alto nivel de apego entre madre e hijo se correlaciona con una mayor proporción de estradiol / progesterona al final del embarazo que al principio. 

#### Cortisol
En los primeros días después del parto, los niveles de cortisol son altos, lo que se correlaciona con el comportamiento de acercamiento materno y las actitudes maternas positivas.   También se descubrió que las madres con altos niveles de cortisol eran más expresivas con sus hijos.   Las madres que experimentaron adversidades en su propia infancia tenían patrones diarios más elevados de niveles de cortisol y eran menos sensibles a la maternidad. 

#### Glucocorticoides
Los glucocorticoides no son esenciales para mostrar conductas maternales, pero en las madres, los niveles de glucocorticoides se elevan como para iniciar la lactancia.  

### Neuroanatomía
Diferentes áreas/estructuras del cerebro están asociadas con diversos factores que contribuyen al comportamiento maternal. El propio bebé actúa como un estímulo especial que desencadena la activación de diferentes áreas del cerebro. Estas áreas del cerebro en conjunto permiten el comportamiento maternal y los sistemas relacionados. 
El área preóptica del hipotálamo (MPOA) del hipotálamo contiene receptores de estradiol, progesterona, prolactina, oxitocina, vasopresina y opioides.  Todas estas hormonas están involucradas de alguna manera en la activación del comportamiento maternal en el cerebro.  Los siguientes son otros cambios de conducta necesarios para la maternidad de los que el MPOA es responsable: 
- Afecto materno (cambios producidos por la amígdala y la corteza prefrontal)
- Saliencia del estímulo (cambios realizados por la amígdala y el núcleo accumbens)
- Atención (cambios realizados por el núcleo accumbens y la corteza prefrontal medial)
- Memoria (cambios realizados por el núcleo accumbens y la corteza prefrontal medial).

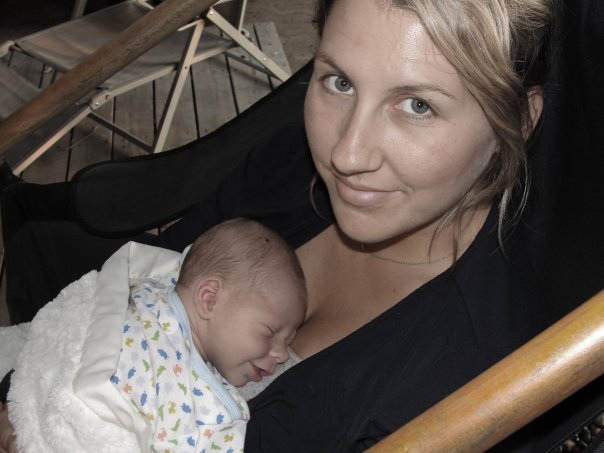
El contacto piel con piel con un recién nacido ayuda a aumentar la oxitocina de la madre

La amígdala y la corteza prefrontal medial también contienen receptores para las hormonas que tienen más probabilidades de modificar el comportamiento en el momento del embarazo, y pueden ser los sitios donde se producen estos cambios.  También se ha observado una mayor actividad en la amígdala cuando la madre responde a las emociones que ve en caras negativas (temerosas),  caras positivas    o caras familiares  que pone su bebé. Las madres primates con daño en la corteza prefrontal también se han asociado con un comportamiento maternal alterado. 
La corteza prefrontal dorsolateral (CPDL) desempeña un papel en la atención, la flexibilidad cognitiva y la memoria de trabajo de la madre.  Ayuda a la madre a identificar las señales del bebé. En cualquier entorno y de manera eficiente, permite el proceso de toma de decisiones y planificación de acciones implicadas en la atención a las señales del bebé. 
El tálamo, la corteza parietal y el tronco encefálico sirven para procesar el olor, el tacto y la vocalización asociados con el bebé. 

### Cambios posparto
Los cambios en los estrógenos, la oxitocina y la prolactina en el período posparto temprano provocan cambios en las estructuras del cerebro materno. 

#### En madres animales
Después del parto, la producción de nuevas neuronas se suprime debido a la disminución de los niveles de estrógeno y al aumento de los niveles de glucocorticoides en las ratas madres.   También se cree que la interacción madre-bebé suprime la neurogénesis en el hipocampo después del parto en el cerebro materno de la rata.    La experiencia materna aumenta la neurogénesis en la zona subventricular (SBZ), que es responsable de producir las neuronas del bulbo olfatorio.  La prolactina es la hormona que media el aumento de la neurogénesis en SBZ.  
En los animales, las estructuras del cerebro de la madre cambian después del parto debido a la mayor interacción de la madre con el bebé. 
El volumen de materia gris aumenta después del parto en las siguientes regiones del cerebro: 
- hipotálamo bilateral
- amígdala
- sustancia negra
- globo pálido.

Estos cambios en el cerebro pueden ocurrir con el fin de promover un comportamiento maternal apropiado.  La actitud positiva de la madre hacia el bebé puede utilizarse como predictor del aumento de materia gris en las estructuras cerebrales mencionadas anteriormente. 
También en ratas, la mayor interacción con las crías provoca un aumento de la densidad del MPOA.  El aumento del volumen de materia gris después del parto puede ayudar a la madre a activar la motivación para realizar una conducta maternal en respuesta a las señales de su descendencia. 
Después del parto, la sustancia negra activa respuestas positivas a los estímulos de las crías a través de las neuronas dopaminérgicas. 

#### En madres humanas
La amígdala, la corteza prefrontal y el hipotálamo comienzan a cambiar durante el embarazo debido a los altos niveles de estrés que experimenta la madre durante este tiempo. 
En las madres humanas se encontró una correlación entre el aumento del volumen de materia gris en la sustancia negra y sentimientos emocionales positivos hacia el bebé.  
Otros cambios como el ciclo menstrual,  la hidratación, el peso y la nutrición   también pueden ser factores que desencadenan cambios en el cerebro materno durante el embarazo y el posparto.
La experiencia materna altera conductas que se originan en el hipocampo, como la mejora del aprendizaje de la navegación espacial y conductas vinculadas con la ansiedad. 
Investigaciones recientes han comenzado a estudiar cómo la psicopatología materna afecta al cerebro materno en relación con la crianza. Daniel Schechter y sus colegas han estudiado específicamente el trastorno de estrés postraumático (TEPT) relacionado con la violencia interpersonal y la disociación comórbida en relación con patrones específicos de activación neuronal materna en respuesta a la visualización de estímulos de video silenciosos de interacciones estresantes entre padres e hijos pequeños, como la separación, frente a otras menos estresantes, como el juego.   Es importante destacar que se encontró una menor actividad de la corteza prefrontal medial y una mayor actividad del sistema límbico (es decir, la corteza entorinal y el hipocampo) entre estas madres de niños pequeños con estrés postraumático en comparación con las madres de niños pequeños sin TEPT en respuesta a interacciones estresantes entre padres e hijos, así como, dentro de una muestra diferente, en respuesta a interacciones amenazantes entre adultos varones y mujeres. En el último estudio, este patrón de desregulación corticolímbica se relacionó con una menor sensibilidad materna observada durante el juego madre-hijo.  La disminución de la actividad de la corteza prefrontal ventromedial en madres expuestas a la violencia, en respuesta a ver a sus propios niños pequeños y a otros desconocidos en videoclips de separación versus juego, también se ha asociado con un aumento de los síntomas de TEPT, estrés parental y una disminución de la metilación del gen del receptor de glucocorticoides. 

### Primeras experiencias y formación
Las mujeres que tuvieron una experiencia positiva con su familia durante su infancia tienen más probabilidades de ser más sensibles desde el punto de vista maternal y de brindar esa misma experiencia a sus propios hijos.  Las madres que han tenido experiencias negativas que involucran a sus familias experimentan cambios neurobiológicos que conducen a una alta reactividad al estrés y un apego inseguro. Esto provoca una menor respuesta de la madre a las necesidades de su bebé.  
Las madres ratas brindan altos niveles de cuidado maternal (lamidos y acicalamiento) a sus crías si ellas mismas recibieron altos niveles de cuidado maternal cuando eran crías de parte de sus propias madres.   Las ratas madres que recibieron bajos niveles de cuidados maternales cuando eran crías tienen niveles más bajos de expresión del gen del receptor de glucocorticoides y una menor densidad sináptica en el hipocampo.  En las madres humanas, un menor volumen del hipocampo se ha asociado con una menor capacidad para regular las emociones y el estrés, lo que puede estar vinculado con una menor sensibilidad materna como madre.    Las madres con vínculos inseguros con sus propias madres muestran una mayor sensibilidad de la amígdala a los estímulos emocionales negativos, como oír llorar a su bebé.  Tener más dificultades para manejar el estrés hace que las madres sean menos receptivas a las señales de sus bebés. 
En las madres que recibieron cuidados maternos de mayor calidad cuando eran bebés se observa un aumento de la materia gris y una mayor activación de las siguientes áreas cerebrales: 
- giro temporal medio
- surco temporal superior y
- corteza frontal media

Esto permite que la madre sea más sensible a las necesidades de su propio bebé. 
La depresión posparto también se ha asociado con madres que recibieron atención materna de baja calidad al principio de su vida. 

## Cerebro paterno
En sólo el 6% de las especies de mamíferos, incluidos los humanos, el padre desempeña un papel importante en el cuidado de sus crías.   De manera similar a los cambios que ocurren en el cerebro materno, las mismas áreas del cerebro (amígdala, hipotálamo, corteza prefrontal, bulbo olfatorio, etc.) se activan en el padre, y ocurren cambios hormonales en el cerebro paterno para asegurar la manifestación de la conducta parental. 

### Efecto hormonal paterno
En el cerebro paterno se produce un aumento de los niveles de oxitocina, glucocorticoides, estrógeno y prolactina.   Estos cambios hormonales ocurren a través de la interacción del padre con la madre y su descendencia.  Los niveles de oxitocina están correlacionados positivamente con la cantidad de afecto que el padre muestra hacia el niño.  En los seres humanos y en otras especies de primates, se ha vinculado unos niveles más bajos de testosterona con la manifestación de un comportamiento paternal.  

### En los padres animales
En las ratas padre, al igual que en las ratas madre, se produce una disminución de la neurogénesis en el hipocampo después del parto.  Al igual que en las madres, los padres también tienen niveles elevados de glucocorticoides, que se cree que suprimen la producción de nuevas células en el cerebro. 
Los padres tití tienen una mayor densidad de espinas dendríticas en la corteza prefrontal. Este aumento se correlaciona con el aumento de los receptores de vasopresina en esta área del cerebro paterno. Con la edad, este efecto se revierte y, por lo tanto, se cree que es impulsado por las interacciones padre-hijo.  
Los cambios en la neurogénesis en la corteza prefrontal del cerebro paterno se han vinculado en algunas especies al reconocimiento de parientes. 

### En los padres humanos
La exposición al llanto de bebés activa la corteza prefrontal y la amígdala tanto en los padres como en las madres, pero no en los que no son padres.   El nivel de testosterona en el cerebro paterno se correlaciona con la eficacia de la respuesta del padre al llanto del bebé.  El aumento de los niveles de prolactina en el cerebro paterno también se ha correlacionado con una respuesta más positiva al llanto del bebé.  Al igual que las madres, los padres tienen una reducción de materia gris en las áreas de la corteza orbitofrontal y un aumento de materia gris en el hipotálamo y la amígdala después de tener un hijo.  